# Zou Jingyuan
Zou Jingyuan, född 3 januari 1998 i Sichuan, är en kinesisk gymnast.

## Karriär
Vid olympiska sommarspelen 2020 tog han guld i barr och ingick i det kinesiska laget som tog brons i lagtävlingen. Han har tagit guld i barr vid VM både 2017 och 2018. 2018 tog han även guld i lagtävlingen. Vid världsmästerskapen i artistisk gymnastik 2022 tog han guld i barr och i lagtävlingen samt ett silver i ringar.